# Brvnište
Brvnište (Hongaars: Boronás) is een Slowaakse gemeente in de regio Trenčín, en maakt deel uit van het district Považská Bystrica.
Brvnište telt 1.175 inwoners.